# هيو مورو
هيو مورو (بالإنجليزية: Hugh Morrow) (9 يوليو 1930 في المملكة المتحدة - 28 أكتوبر 2020) هو لاعب كرة قدم بريطاني في مركز الوسط. لعب مع نادي نورثامبتون تاون ووست بروميتش ألبيون ونادي كيترينغ تاون ونونيتون بورو ‏ ونادي ليمنجتون.